# Jon Pult
Jon Pult, né le 12 octobre 1984 à Scuol (originaire de Sent, double national italo-suisse), est une personnalité politique suisse, membre du Parti socialiste. 
Il est député du canton des Grisons au Conseil national depuis décembre 2019.

## Biographie
Jon Pult naît le 12 octobre 1984 à Scuol, dans le canton des Grisons. Originaire de Sent par son père, enseignant grison, et d'Italie par sa mère, historienne de l'art,, il est trilingue romanche, italien et allemand. Il a un frère cadet.
Il grandit à Guarda, en Basse-Engadine, et à Milan, puis fait ses classes à partir de l'âge de 6 ans à Domat/Ems et Coire, où il apprend l'allemand,. Il étudie ensuite l'histoire et la philosophie à l'Université de Zurich. Il travaille comme conseiller en stratégie et en communication auprès d'une agence zurichoise.
À l'Armée, il a une formation de soldat DCA / Stinger. Il est marié et habite à Coire.

## Parcours politique
À peine majeur, il adhère aux Jeunes socialistes grisons lors de leur fondation, alors qu'il n'est que gymnasien,,. Son mentor politique est Andrea Hämmerle.
Il est membre du législatif de la ville de Coire de 2005 à 2011, soit dès l'âge de 19 ans, et du Grand Conseil du canton des Grisons de 2010 à 2018. Il se distingue notamment en contribuant à faire échouer dans les urnes en 2017 la candidature de Saint-Moritz aux Jeux olympiques d'hiver et en combattant le projet d'un second tube au tunnel routier du Saint-Gothard.
Il est élu au Conseil national à sa troisième tentative, lors des élections fédérales de 2019. Il est réélu en 2023, en troisième position des cinq élus. Il est  membre de la Commission des transports et des télécommunications (CTT) et la préside à partir de fin 2021.
Il est président du Parti socialiste grison de 2009 à 2016 et président du comité de l'initiative des Alpes depuis mai 2014. 
Il est l'un des cinq vice-présidents du Parti socialiste suisse depuis le 17 octobre 2020. Il y est responsable du dossier européen.
Il se porte candidat début octobre 2023 à la succession d'Alain Berset au Conseil fédéral. Le 25 novembre 2023, il est désigné officiellement comme candidat aux côtés du Bâlois Beat Jans. L'Assemblée fédérale siégeant en Chambres réunies lui préfère Beat Jans le 13 décembre 2023, au troisième tour de scrutin, par 134 voix contre 43 (et 68 à Daniel Jositsch).